# 腕挫膝固
腕挫膝固（うでひしぎひざがため）は、柔道の関節技。膝を曲げた脚を使って極める技。講道館、国際柔道連盟 (IJF) における正式名。IJFにおける別正式名膝固（ひざがため）、U.H. hiza gatame。IJF略号HIG。

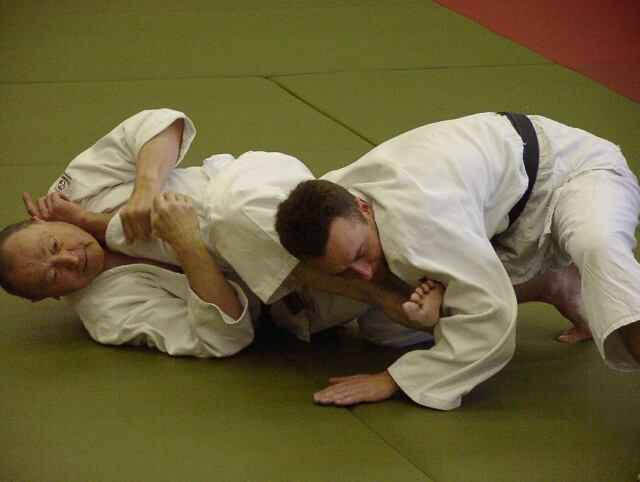
チェコスロバキア柔道レジェンドウラジミール・ロレンツによる脛を相手の顔の前におく腕挫膝固

## 概要
基本形はガードポジションから右（左）手で相手の右（左）手首を掴んで引き、相手を前に崩し、左（右）膝を相手の右（左）肘に当てて左（右）足を相手の右（左）脇腹または帯に当てて支点とし極める。高専柔道四高出身の星崎治名は1934年の自著で村田林太郎の得意技であり、永岡秀一の造詣が深い技である旨、述べている。星崎も同著で、大勝負や高段者試合で決まった例はほとんど無い様だ、と述べている。記録映画『柔道の真髄 三船十段』では膝固腕挫（ひざがためうでくじき）、立ち姿勢からのものは立合腕挫（たちあいうでくじき）の名称で紹介されている。柔道形の「固の形」でも演じられている。別名腕挫逆（うでひしぎぎゃく）、腕挫変化技（うでひしぎへんかわざ）。

## 変化
極め方には様々なバリエーションがある。
柔道家の川石酒造之助の著作では基本形からさらに左（右）足を相手の顔の前に移動して極める腕挫膝固を紹介している。画像でウラジミール・ロレンツが演じてる技である。

### 横腕挫
横腕挫（よこうでひしぎ）はうつ伏せの受の右（左）腕を両手でつかみ両腋を絞めて伸ばし、上から左（右）脚を掛け左（右）足を受の顎に掛け支点とし左（右）膝で受の右（左）肘を押して極める腕挫膝固。記録映画『柔道の真髄 三船十段』では腕固腕挫（うでがためうでくじき）の名称で紹介されている。

### 腕肘脚関節
腕肘脚関節（うでひじあしかんせつ）はガードポジションから片手で相手のどちらかの手首を持ちその腕に片脚を絡めて、脚を胴下に伸ばして極める腕挫膝固。もう一方の手で相手の後帯を掴む場合もある。足首を相手の膝裏に掛ける場合もある。両脚で相手の両肘を極める手法もある。記録映画『柔道の真髄 三船十段』では腕固腕挫（うでがためうでくじき）の名称で紹介されている。別名腕挫別形（うでひしぎべつがた）。

### 脚三角緘
脚三角緘（あしさんがくがらみ）はガードポジションで下の選手が上の選手の左腕を持ち、右脚を相手の前から左腋を通して肩付近に絡めて、そのまま両脚を左に出す横座りをし、相手の左腕を背に曲げて肘を極める腕挫膝固。別名オモプラッタ、体固腕挫（たいがためうでひしぎ）、三角緘（さんかくがらみ）、リバース・ショルダー・ノット・ウィッズ・ア・レッグ (reverse shoulder knot with a leg) 。

### コーレイカ
コーレイカはハイジンハ・ロールののち、後袈裟固の体勢から曲げた脚に相手の片腕を絡めて極める腕挫膝固。
亀の体勢の相手の背後から両脚で相手の左腕を挟む腕挫脚固のような体勢から左脚は挟むのを外し右脚は相手の左腕に絡めたまま左足で床を蹴って相手もろとも前転するハイジンハ・ロールを行う。後袈裟固の体勢になったら右脚に絡まった相手の左腕の肘関節を極める。ムンフバット・ウランツェツェグ（モンゴル）の得意技である。
ブラジリアン柔術で使われるサンボプラッタやサンボのクリノイ・ロールに似た技法でもある。クリノイ・ロールは1988年3月からソ連のハバロフスク行われたベースボール・マガジン社主催第2回サンボ研修ツアーで披露された肩関節技である。
試合での実例
- グランドスラム・パリ2018女子48 kg級2回戦

○ムンフバット・ウランツェツェグ（モンゴル）　（2:09 膝固）　ガン・ファンミン（中国）×
この最終形での抑込技は松葉袈裟固。別名リバースオモプラッタ。

### Vクロスアームロック
Vクロスアームロック（ブイクロスアームロック） (V cross arm lock) は相手を本袈裟固や崩袈裟固で抑え込み、曲げた右（左）脚で頭部側に曲げた相手の右（左）腕を絡めて固定し右（左）腕で相手の頭部を持ち上げ、腹を突き出して極める腕挫膝固。別名スカーフ・ホールド・アームロック (Scalf hold Armlock)、スカーフ・ホールド・アメリカーナ (Scalf hold Americana)、彩佳ロック（あやかロック）。

### 袈裟緘
袈裟緘（けさがらみ）はVクロスアームロックに似た肘関節技で極める腕をVの字状にせずに伸ばして極める袈裟固からの腕挫膝固。書籍『これがサンボだ!』は片手挫からの連絡を紹介している。アマチュア修斗のビギナーではVクロスアームロックとともに反則である。別名スカーフホールドアームバー、タイ・アンド・フット・アーム・ロック (Thigh-and-foot Arm-lock)、スカーフ・ホールド・アームロック (Scalf hold Armlock) 、レッグ・ストレート・アーム・バー。
試合での実例
- リングスMEGA-BATTLE 6th 颯 - 1992年7月16日

×ウィリー・ウィリアムス　（3ラウンド2:3 腕ひしぎ足固め）　前田日明○
発表は「腕ひしぎ足固め」（うでひしぎあしがため）だが、講道館の分類では腕挫膝固である。講道館の分類でも後袈裟固から同様の形で極めた場合は腕挫脚固（うでひしぎあしがため）となる。

### 腕挫合掌固
腕挫合掌固（うでくじきがっしょうがため）はガードポジションから受の両手首を両腋で挟むか両手でつかむか両手を組んで自分の胸に抑えつけるかし、受の両腕を伸ばし両膝で外側から受の両上腕を押して両肘を極める腕挫膝固。立ち姿勢から飛びついて極める場合もある。別名両肘固め（りょうひじがため）、双膝十字固（もろひざじゅうじがため）、ダブルアームバー。
試合での実例
- PRIDE.11 - 2000年10月31日

×マイク・ボーク　（1R 0:28 ダブルアームバー）　アレクサンダー大塚○

### バイセップスライサー
バイセップスライサーは相手のくの字に曲げた片腕の中に自らの前腕か脛を入れてから強引に曲げることにより相手の上腕二頭筋（バイセップス biceps）を痛めつける腕挫膝固。
バイセップスライサーの代表的な形のものとしては左からの横四方固の下から相手の右袖を持ちながら右脛を相手の左上腕部内側にあてる。相手の左腕を曲げ右の脛と腿で相手の左前腕部を挟み抜けないようにする。両手で相手の左上腕部を引き極める。
ブラジリアン柔術の国際ブラジリアン柔術連盟、国際柔術連盟ではジュブナイル (U18) 以下や紫帯青帯白帯では反則である。腕緘にもバイセップスライサーはある。別名バイセップススライサー。

#### キーロック
プロレスでよく用いられるキーロックはバイセップスライサー、腕挫膝固の一種である。
グラウンド状態で相手の片方の腕を「く」の字にして二の腕と手首のあたりを片脚ではさみ、曲がった腕の間に自分の前腕を通し4の字の形になるよう両脚を組んで固め、自分のいる方向に体重をかけて引っ張ることで極める技。

#### 腕挫膝固返からの腕挫膝固
腕挫膝固返（うでひしぎひざがためがえし）（別名ラッソースイープ、巻きスパイダースイープ）というスイープがある。ガードポジションから左手で相手の右袖口を取り、左脚を外から相手の右腕に絡める。右脛を相手の腹に当て、右手で相手の左足首をとり、相手の左脚を持ち上げながら、左脚で相手を外側に揺さぶって相手を仰向けに返す。そのまま、相手の右腕をくの字に曲げて中に左脛を通し、臀部で相手の右腕に体重を掛けて横四方固の体勢でバイセップスライサー、腕挫膝固を極める。

### 腕挫膝抑
腕挫膝抑（うでくじきひざおさえ）はうつ伏せの相手の片方の肩または上腕と手首を掴み床に着けて相手のその腕を前に押し出し伸ばし、片膝頭を相手のその腕の肘に乗せて体重を掛けて極める腕挫膝固。古流柔術の演武でもよく演じられる。格闘技の試合では滅多に使われない技である。柔道 極の形（きめのかた） 居取（いどり） 摺上（すりあげ） で演じられている。